# Мост Кэмби
Мост Кэмби — автодорожный железобетонный рамный мост через залив Фолс-Крик в Ванкувере, Британская Колумбия. Существующий мост, третий по счёту мост на этом месте, построен в 1985 году. Часто называемый мостом на Кэмби-стрит, он соединяет Кэмби-стрит на южном берегу Фолс-Крик с улицами Нельсон и Смит в центре полуострова. Это самый восточный из постоянных мостов на Фолс-Крик; мосты Буррард и Грэнвилл находятся чуть более чем в километре к западу, а новый туннель Canada Line системы лёгкого метро SkyTrain построен к западу от моста Кэмби.

## История
Первый мост на Камби-стрит, открытый в 1891 году, был построен как простая эстакада из свайных деревянных конструкций с деревянным поворотным пролётом посередине. Его постройка обошлась в 12 тысяч канадских долларов.

### Второй мост

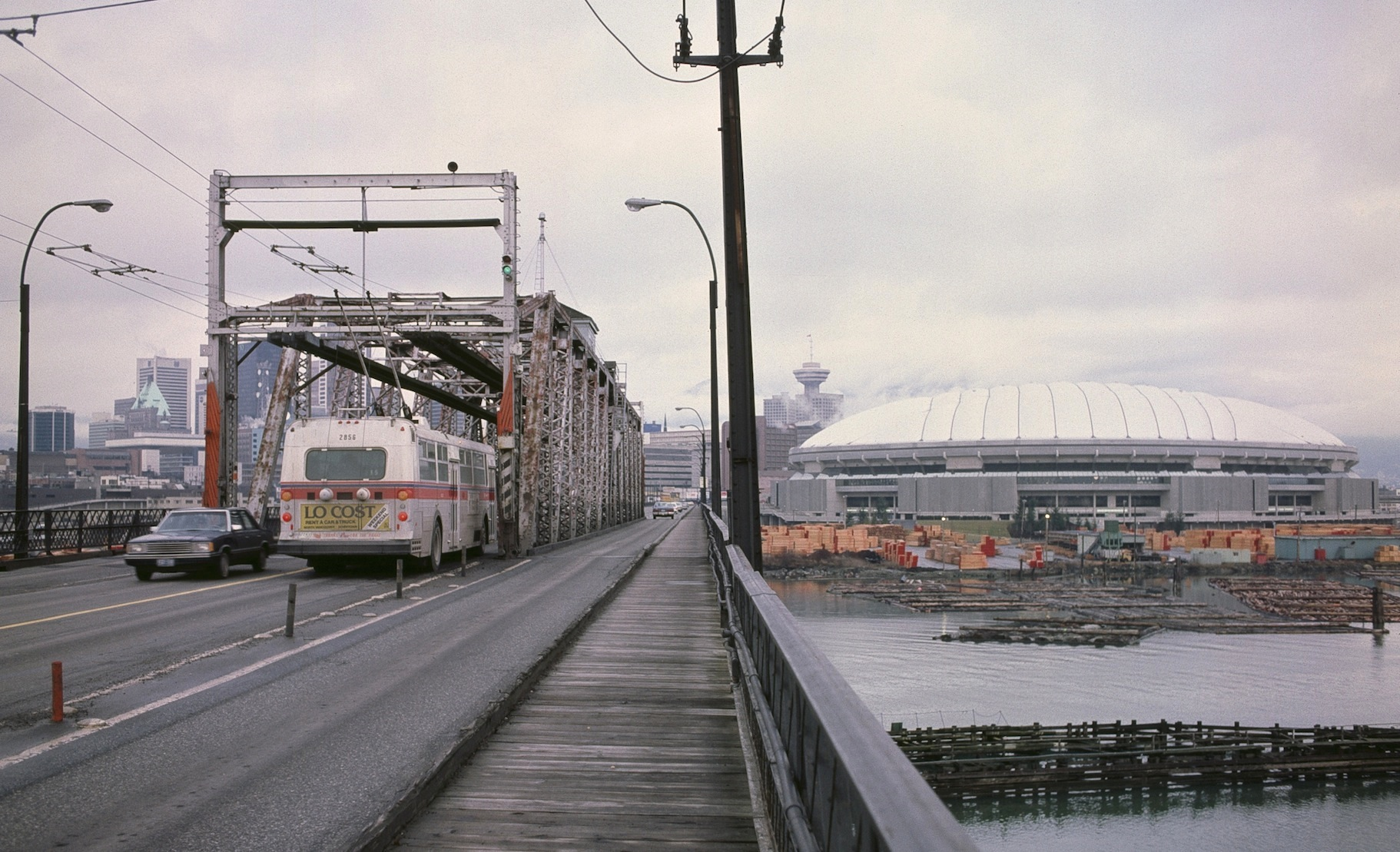
Второй мост на Кэмби-стрит, или «мост Коннаут», менее чем за год до его закрытия

Следующим мостом был четырёхполосный стальной мост длиной 1247 метров (4091 футов), по нему уже проходили трамвайные пути. Он был завершен в 1911 году, обошёлся в 740 000 долларов и был открыт для движения 24 мая 1911 года. В следующем году генерал-губернатор Канады, принц Артур, герцог Коннаутский и Стратернский, в сопровождении герцогини и их дочери, принцессы Патриции, посетили Ванкувер, чтобы возглавить церемонию переименования нового перехода в «мост Коннаут» 20 сентября 1912 года. Однако новое название не прижилось, и большинство жителей продолжали называть его просто «мост на Кэмби-стрит», по проходящей через него улице Кэмби-стрит, названной в честь пионера, жителя Ванкувера Генри Джона Кэмби.
Судоходный пролёт представлял собой стальной сквозной стропильный поворотный пролёт, об открытии которого уведомлялось за 4 часа. В 1953 году он открывался 79 раз. Даже в более поздние годы он открывался один или два раза в неделю. Фермы поворотного пролёта выступали через настил моста, отделяя две внешние полосы движения от двух внутренних. Это приводило ко множеству столкновений автомобилей. В апреле 1915 года настил из креозотированного дерева загорелся, в результате чего обрушился стальной боковой пролёт длиной 24,4 метра (80 футов).

#### Исторические фото, в том числе последствий пожара 1915 года

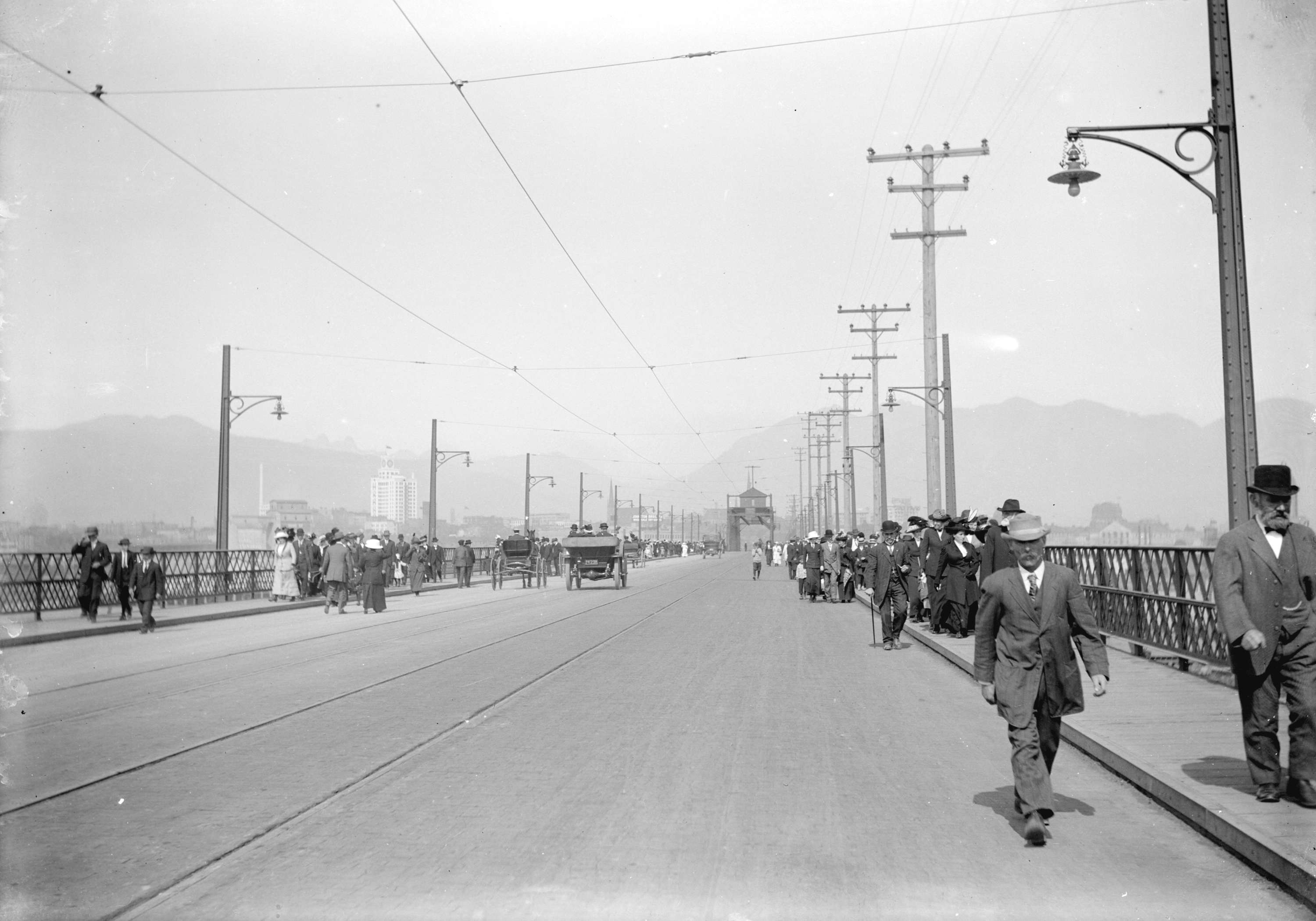
Мост 1911 года примерно через год после открытия
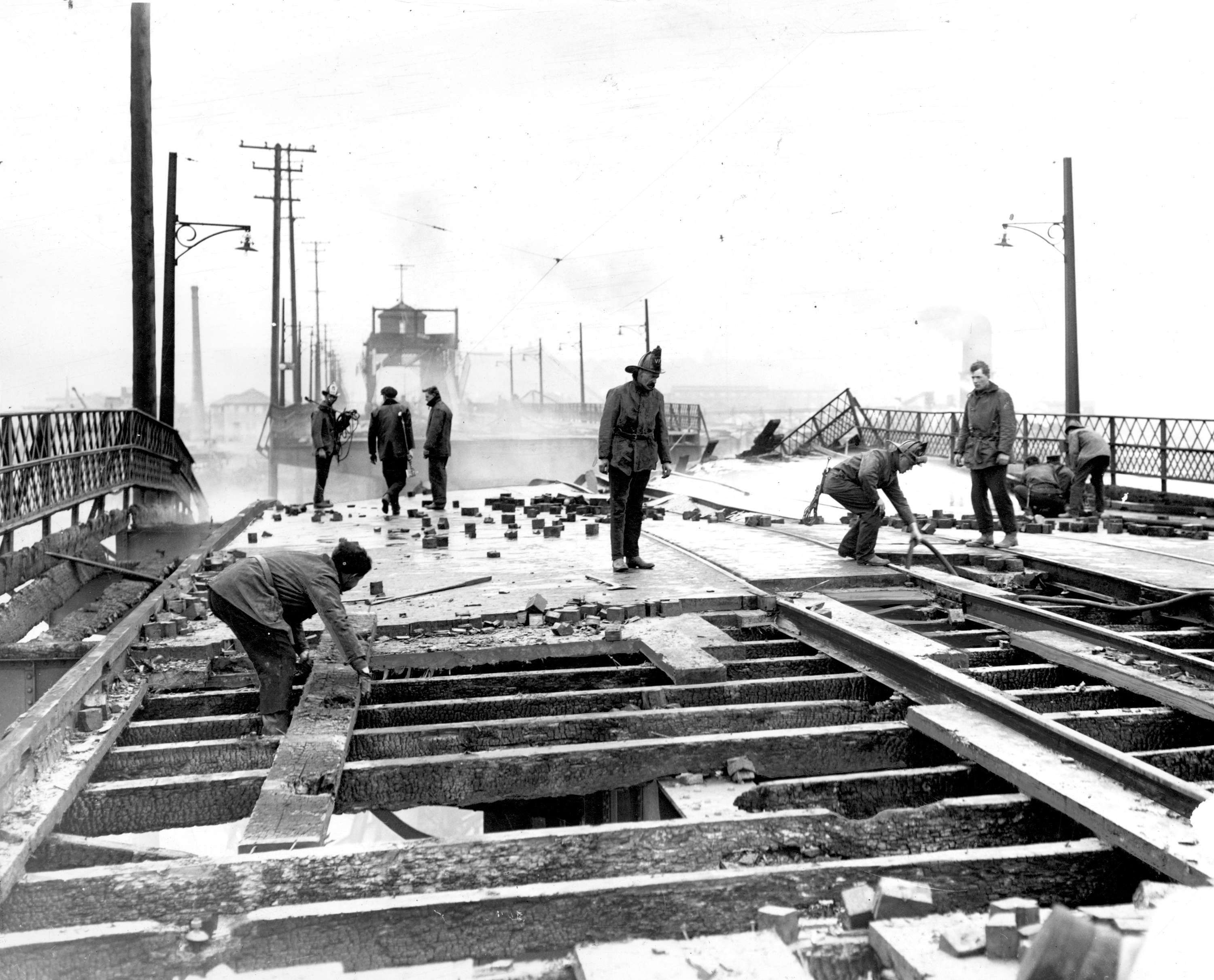
Рабочие на мосту после пожара
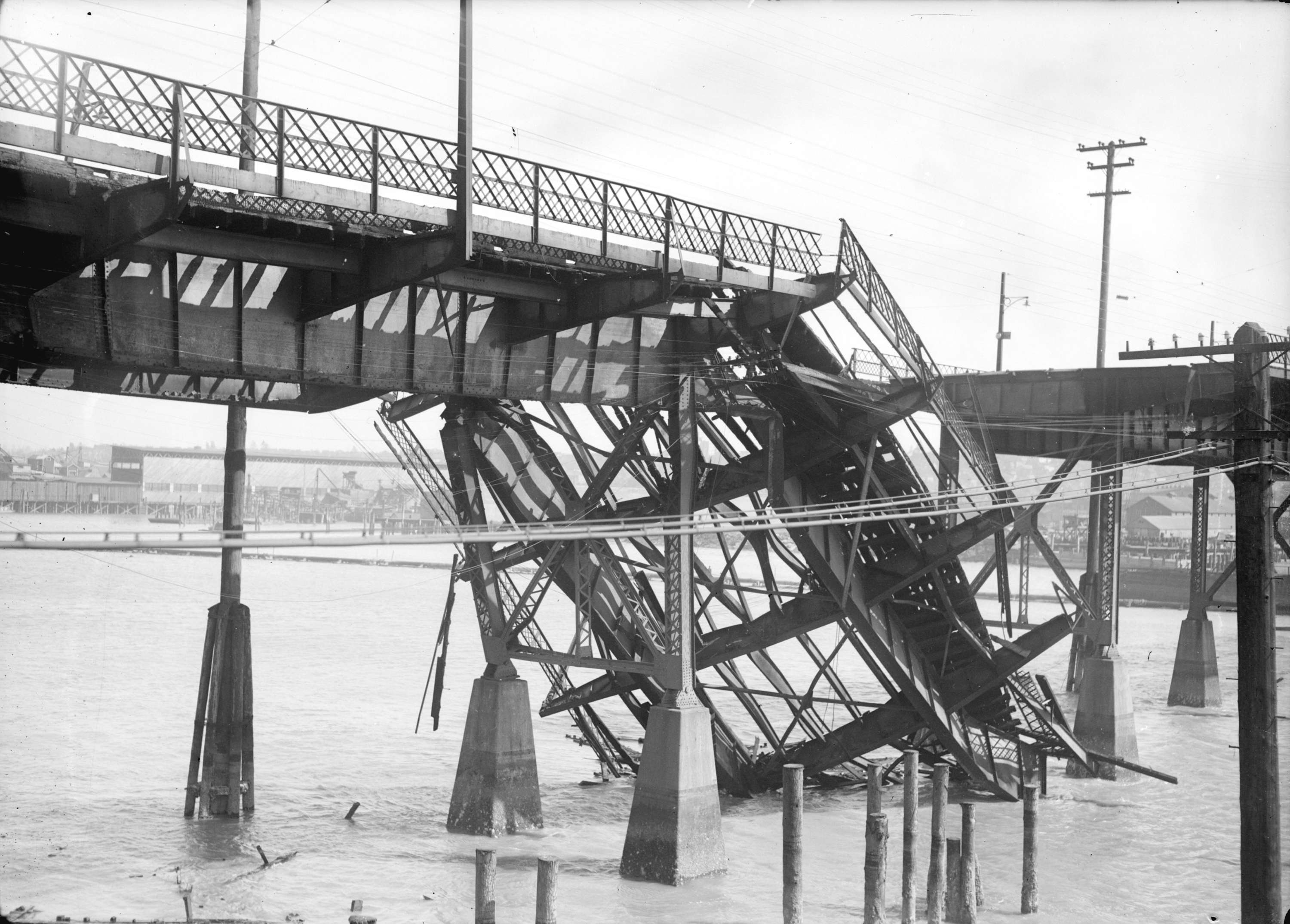
В результате пожара часть моста обрушилась в залив Фолс-Крик

### Современный мост

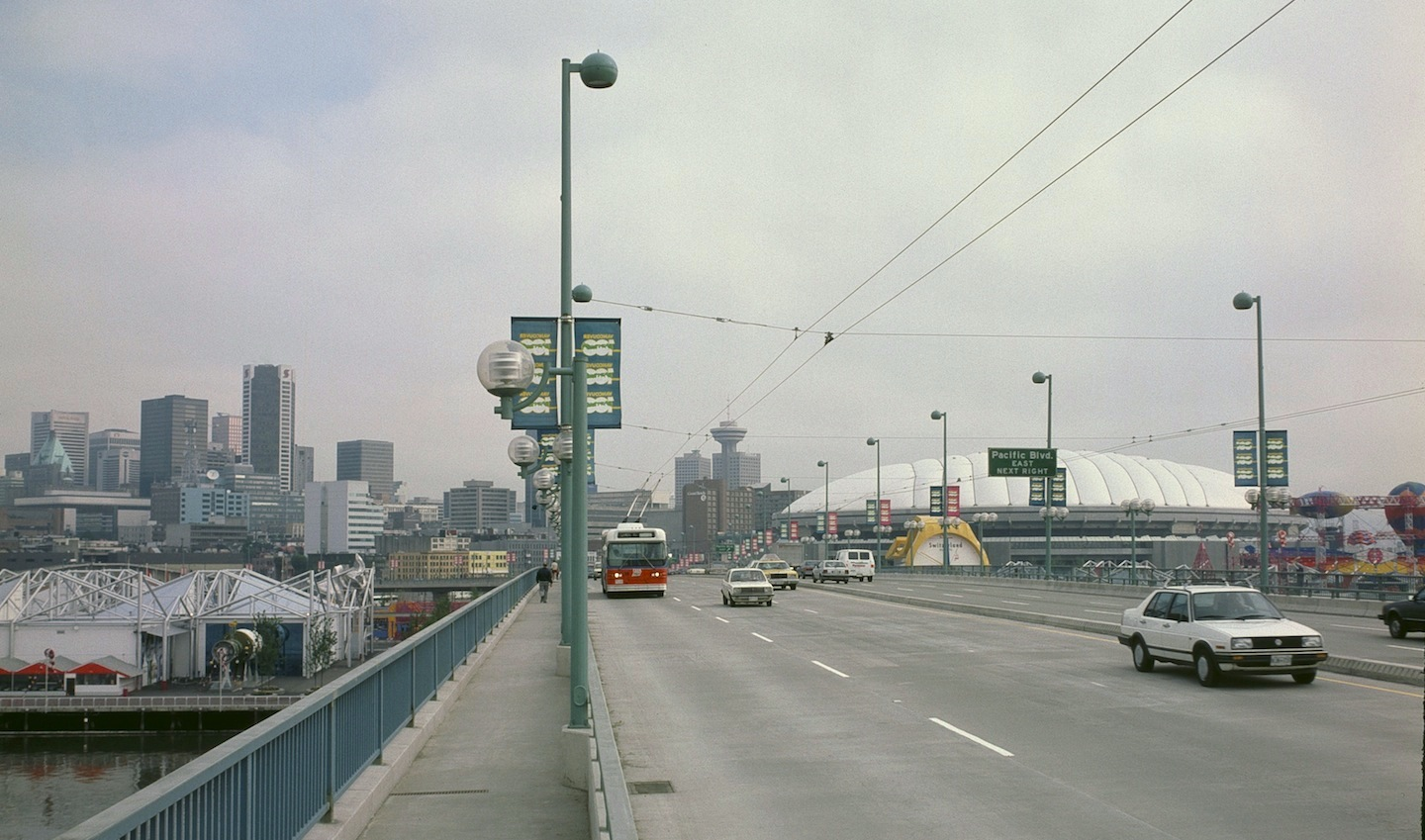
Вид на мост с улицы в 1986 году

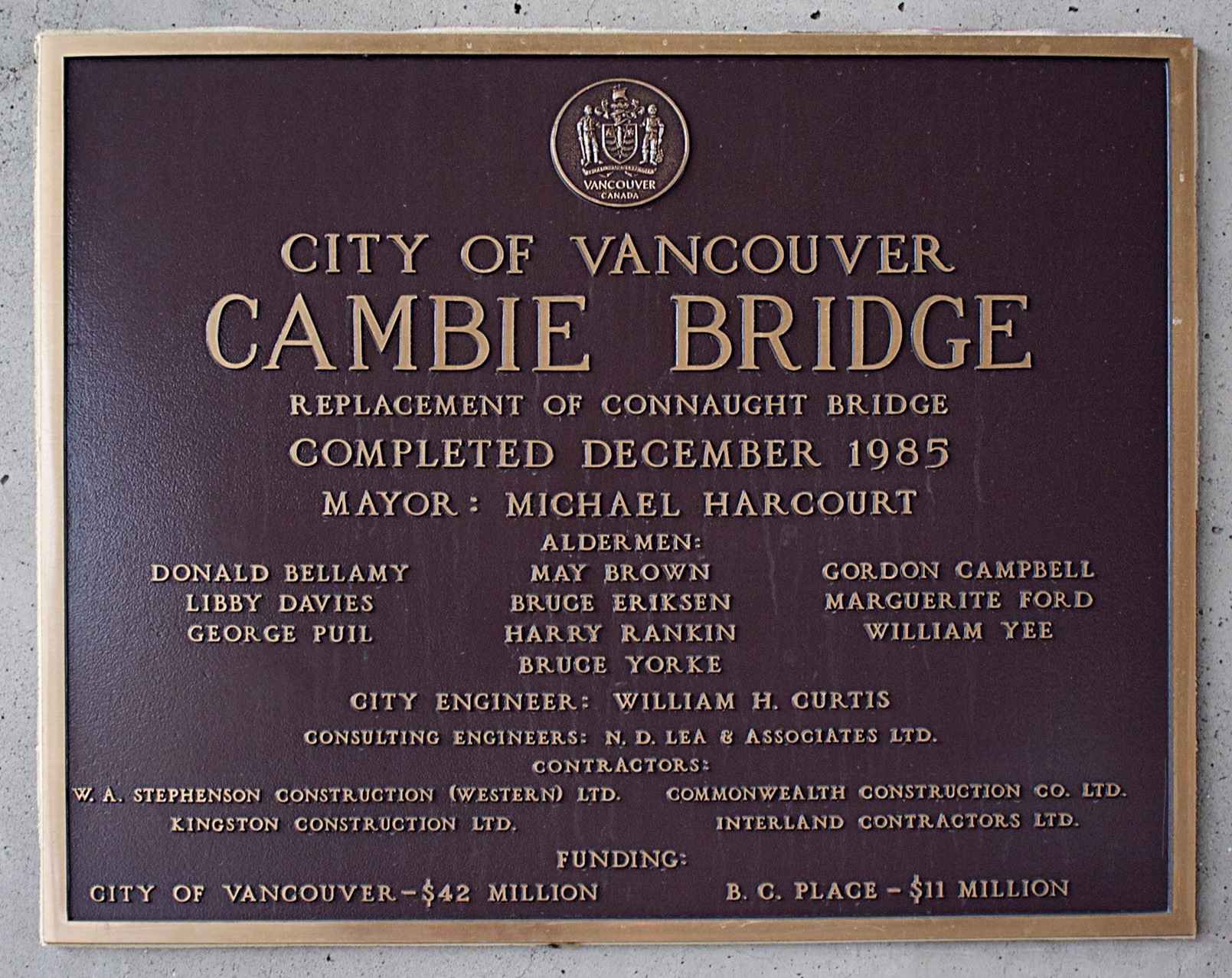
Мемориальная доска на южной оконечности моста

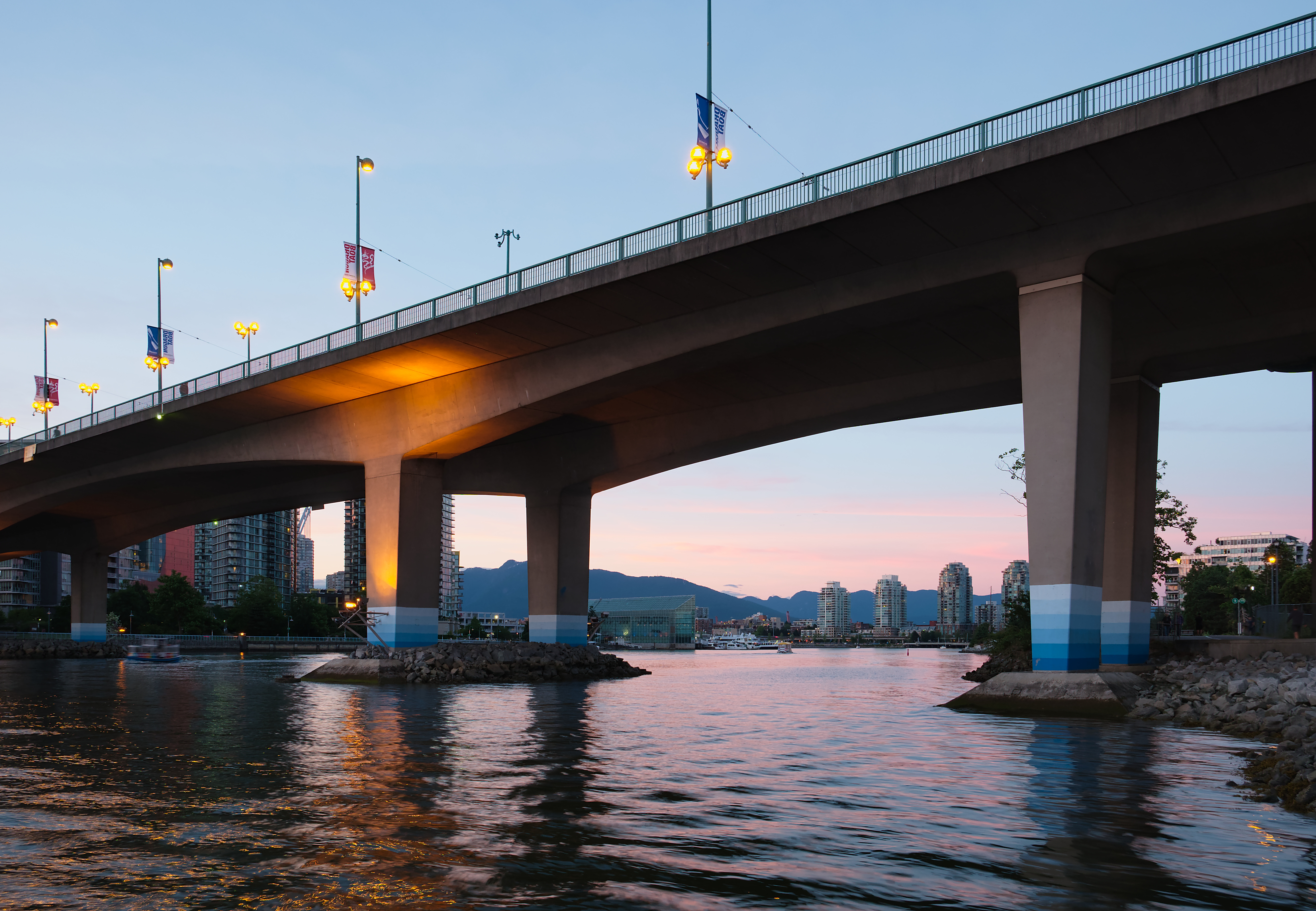
Мост на Кэмби-стрит, вид со смотровой площадки

Новый, более высокий, неразводной мост был построен в 1983-85 годах взамен строения 1911 года. Для проведения строительных работ переправа была -закрыта на девять месяцев, начиная с ноября 1984 года. Возведённый бетонный мост с шестью полосами движения был объединен с существующими подходами. Новый мост стоил 52,7 миллиона долларов и был открыт 8 декабря 1985 года. Его построили в сжатые сроки к открытию Экспо 86 в мае 1986 года.
Мост 1985 года представляет собой сплошной пролёт из двойного предварительно напряженного железобетона. Общая длина конструкции составляет 1100 метров (3600 футов); он имеет 6 полос движения и пешеходную дорожку длиной 14-футов (4,3 м). Оттенок бетона был получена за счёт добавления в смесь вулканического пепла с Лассен-Пик.
Под южным концом моста находится Neighbourhood Energy Utility, принадлежащая городу теплостанция, обеспечивающая отоплением и горячей водой все новые здания в Юго-Восточном Фолс-Крик.
По обеим сторонам моста проходят пешеходные тротуары, отделенные от движения автотранспорта бетонными заграждениями. Мост Кэмби занимает второе место из трех мостов Фолс-Крик по числу пешеходов. В исследовании 2002 года было зафиксировано, что более 1500 пешеходов переходят мост Кэмби за 11 часов в будний день. Более широкий восточный тротуар отведён велосипедистам. Движение на велосипедах также разрешено по проезжей части моста в обоих направлениях.
Мост Кэмби часто используется как часть беговых маршрутов для таких мероприятий, как забег Vancouver Sun Run, Vancouver Marathon и CIBC Run for the Cure.
Два автобусных маршрута TransLink пересекают мост Кэмби: 17 и N15. 17 января 2018 года город Ванкувер планирует убрать автомобильную полосу, используя её в качестве велосипедной. Было отмечено, что количество транспортных средств, использующих мост, уменьшилось за последние 20 лет, по мосту ежедневно совершается не менее 80 000 поездок на велосипедах. Велосипедная дорожка была официально построена 2 июня 2018 года и открылась 25 июня.
Летом 2021 года мост Кэмби стал центром проекта дополненной реальности Voxel Bridge в рамках Ванкуверской биеннале.